# リベロ・リベラーティ
リベロ・リベラーティ（Libero Liberati, 1926年9月20日 - 1962年3月25日）はイタリアのオートバイレーサー。ロードレース世界選手権で活躍し、500ccクラスの世界チャンピオンとなったライダーである。リベロ・リベラッティと表記されることもある。

## 経歴
テルニで生れたリベラーティは、1948年には国内チャンピオンとなってイタリアで名を知られるようになった。2年後の1951年、モト・グッツィからのオファーでロードレース世界選手権の500ccクラスを1レース走った後、その年の残りのレースからはジレラで走った。
1953年、リベラーティは世界選手権で初めてポイントを獲得する。そして1956年には350ccクラスでグランプリ初勝利を記録したリベラーティは1957年、4勝を挙げて500ccクラスチャンピオンとなった。この年には350ccクラスでも1勝を挙げ、ランキング2位となっている。
ところがタイトルを獲ったこの年の終わりに、ジレラはワークス活動を撤退することを発表する。マシンを失ったリベラーティは2年後、モト・モリーニのマシンで250ccクラスに復帰するが、再び勝利を挙げることはできなかった。
1962年、故郷の近くの公道でテスト中に濡れた鉄道の線路に足を取られてクラッシュ、致命傷を負って帰らぬ人となった。

## ロードレース世界選手権での戦績[2]
- 凡例
- イタリック体のレースはファステストラップを記録。

| 年   | クラス | マシン         | 1     | 2     | 3     | 4     | 5     | 6     | 7     | 8     | 9     | ポイント | 順位 | 勝利数 |
| ---- | ------ | -------------- | ----- | ----- | ----- | ----- | ----- | ----- | ----- | ----- | ----- | -------- | ---- | ------ |
| 1953 | 500cc  | ジレラ         | IOM - | NED - | BEL - | GER - | FRA - | ULS - | SUI - | ITA 3 | SPA - | 4        | 12位 | 0      |
| 1955 | 500cc  | ジレラ         | SPA - | FRA 2 | IOM - | GER - | BEL - | NED - | ULS - | ITA - |       | 6        | 7位  | 0      |
| 1956 | 350cc  | ジレラ         | IOM - | NED - | BEL - | GER - | ULS - | ITA 1 |       |       |       | 8        | 7位  | 1      |
| 1956 | 500cc  | ジレラ         | IOM - | NED - | BEL - | GER - | ULS - | ITA 2 |       |       |       | 6        | 8位  | 0      |
| 1957 | 350cc  | ジレラ         | GER 1 | IOM - | NED 3 | BEL 2 | ULS 3 | ITA 3 |       |       |       | 22       | 2位  | 1      |
| 1957 | 500cc  | ジレラ         | GER 1 | IOM - | NED 2 | BEL 1 | ULS 1 | ITA 1 |       |       |       | 32       | 1位  | 4      |
| 1959 | 250cc  | モト・モリーニ | IOM - | GER 4 | NED - | BEL - | SWE - | ULS - | ITA - |       |       | 3        | 12位 | 0      |